# Związek Młodych Demokratów
Związek Młodych Demokratów – opozycyjna wobec władz PRL organizacja młodzieżowa o zasięgu ogólnopolskim, powstała na fali odwilży polskiego października 1956, działająca początkowo pod nazwą Związek Młodzieży Demokratycznej.

## Historia
Pierwsze działania założycielskie ZMD były prowadzone od marca 1955. Wśród inicjatorów powstania organizacji byli Przemysław Górny, Karol Głogowski i Andrzej Litwak. Do grupy tej następnie dołączyli m.in. Andrzej Kern, Ryszard Bender i Andrzej Ostoja-Owsiany.
Oficjalnie ZMD został założony 30 listopada 1956 w Warszawie. Przewodniczącym związku wybrany został Przemysław Górny. W reakcji na powstanie tej organizacji, władze Stronnictwa Demokratycznego powołały afiliowaną przy SD organizację młodzieżową o takiej samej nazwie. Obie organizacje połączyły się następnie przyjmując dotychczasowy program ZMD jako obowiązujący, a równocześnie podejmując współpracę z SD. Została wówczas zmieniona nazwa organizacji ze „Związek Młodzieży Demokratycznej” na „Związek Młodych Demokratów”.
Pod koniec 1956 do ZMD włączyły się m.in. Związek Młodych Chrześcijan oraz Klub Indywidualistów. Związek stworzył swoje koła na wszystkich warszawskich uczelniach oraz wiele ośrodków w innych miastach m.in. Lublinie, Szczecinie, Wrocławiu, Gdańsku, Łodzi i Poznaniu.
W ciągu kilku miesięcy organizacja przyjęła charakter chrześcijańsko-narodowy. Pod presją szykan ze strony Służby Bezpieczeństwa i wobec zerwania współpracy z SD, zarząd związku 16 stycznia 1957 podjął uchwałę o samorozwiązaniu. Część jego struktur na czele z Przemysławem Górnym kontynuowała jednak nielegalną działalność. W październiku 1957 członkowie organizacji warszawskiej publicznie wystąpili w obronie likwidowanego tygodnika Po Prostu. Ze względu na nasilające się represje ze strony władz, ZMD ostatecznie zakończył działalność w lutym 1958.
Członkowie związku w latach 1958–1960 kontynuowali swoją działalność opozycyjną w utworzonej przez Przemysława Górnego Lidze Narodowo-Demokratycznej.

## Program
W swoim programie ZMD sprzeciwiał się otwarcie dyktaturze proletariatu, koncepcji walki klas i uprzywilejowanej pozycji PZPR. Organizacja domagała się także przeprowadzenia wolnych wyborów, wprowadzenia systemu wielopartyjnego, przywrócenia Senatu oraz przywrócenia jako godła Polski orła w koronie. Do przeprowadzanych wówczas akcji ZMD należało m.in. witanie powracających z sowieckich łagrów polskich więźniów stalinowskich.